# Herrenmoor bei Kleve
Das Herrenmoor bei Kleve ist ein Naturschutzgebiet in den schleswig-holsteinischen Gemeinden Kleve, Moorhusen, Nutteln und Vaalermoor im Kreis Steinburg.

## Allgemeines
Das Naturschutzgebiet wurde in seiner heutigen Größe Ende 1995 ausgewiesen (Datum der Verordnung: 19. Dezember 1995). Es ersetzt das bereits 1938 in seinem Kernstück ausgewiesene Naturschutzgebiet, das damals 13 Hektar groß war. Das Naturschutzgebiet ist nahezu vollständig Bestandteil des FFH-Gebietes „Vaaler Moor und Herrenmoor“. Zuständige untere Naturschutzbehörde ist der Kreis Steinburg.

## Beschreibung
Das Naturschutzgebiet liegt am Rand der Elbmarsch im Übergangsbereich zur Heide-Itzehoer Geest. Es stellt einen entwässerten und teilabgetorften Hochmoorrest unter Schutz, der einst Bestandteil der Elbrandmoore war, die sich entlang des Geestrandes von Heiligenstedten bis zum Kudensee erstreckten. Im 18. und 19. Jahrhundert wurden weite Bereiche der Elbrandmoore entwässert und zur Gewinnung von Brennmaterial abgetorft. Mitte des 19. Jahrhunderts wurden die Gebiete dann besiedelt, was zu einer Intensivierung der Entwässerung führte.
Das Naturschutzgebiet wird im Kern von den Hochmoorresten des Herrenmoors sowie angrenzenden Feuchtgrünlandflächen geprägt. Die Moorbereiche sind teilweise verbuscht, teilweise stockt Moorwald. Seit den 1990er-Jahren werden die Moorbereiche wiedervernässt, um die Moorreste zu erhalten bzw. zu regenerieren. In den mit Wasser vollgelaufenen Torfstichen wachsen wieder Torfmoose. Weiterhin sind Pfeifengrasfluren und Gagelstrauchbestände zu finden und auch andere typische Moorpflanzen wie Wollgräser kommen vor.
Das Herrenmoor ist auch Lebensraum zahlreicher Vogel-, Reptilien-, Amphibien- und Wirbellosenarten. Durch Wiedervernässungsmaßnahmen ist der Moorfrosch wieder heimisch. Auch Kreuzottern kommen vor. Sumpfeule und Bekassine nutzen das Moor als Bruthabitat.
Im Rahmen des Moorschutzprogramms des Landes Schleswig-Holstein werden die renaturierten Hochmoorflächen in den Sommermonaten mit Moorschnucken und Ziegen beweidet, um die Streu- und Krautschicht auszudünnen und einen Verbiss an aufkommendem Gehölzwachstum zu erreichen. Die Grünlandbereiche, die auch als Pufferzone für die Moorbereiche dienen, werden vielfach noch bewirtschaftet, sie sollen aber nach Aufgabe der Nutzung in Renaturierungsmaßnahmen einbezogen werden bzw. wurden bereits vorsichtig vernässt. Dadurch konnten sich Seggen wieder ausbreiten.
In das Naturschutzgebiet einbezogen ist auch ein Teil des Klevhanges. Hier herrschen trockene Verhältnisse vor. Auf dem Klevhang stocken Eichenniederwald und naturnahe Waldbestände. Daneben sind Saumgesellschaften, Heideflächen und Trockenrasen zu finden. Zwischen dem Moor- und Grünlandbereich und dem Geesthang verläuft die Bahntrasse der Marschbahn.
Das Moor- bzw. Grünlandbereich wird von zahlreichen Gräben durchzogen. Er wird über Moorgraben und Moorkanal zur Wilster Au und zum Nord-Ostsee-Kanal entwässert.
Durch das Naturschutzgebiet verlaufen mehrere Wege. Im Süden befindet sich ein Beobachtungspunkt, der auch mit Kraftfahrzeugen erreichbar ist.